# Inga panurensis
Inga panurensis är en ärtväxtart som beskrevs av George Bentham. Inga panurensis ingår i släktet Inga och familjen ärtväxter. Inga underarter finns listade i Catalogue of Life.